# منتخب النمسا لكرة القدم
منتخب النمسا لكرة القدم (بالألمانية: Österreich-Fußballnationalmannschaft) هو ممثل النمسا الرسمي في رياضة كرة القدم ويشرف عليه الاتحاد النمساوي لكرة القدم. شارك المنتخب النمساوي مرتين في كأس أوروبا عامي 2008 و2016. تأسس الاتحاد النمساوي لكرة القدم في 18 مارس 1904. حصل الفريق على المركز الرابع في كأس العالم 1934 والثالث 1954 والمركز الثاني في الألعاب الأولمبية 1936، انسحب الفريق من كأس العالم 1938 بسبب اتحاد النمسا مع ألمانيا وانضم بعض لاعبي الفريق إلى منتخب ألمانيا لكرة القدم.

الشعار السابق لمنتخب النمسا

## وصلات خارجية
- قائمة بيانات المنتخب من الموقع الرسمي للفيفا باللغة العربية